# Catocala grisatra
Catocala grisatra är en fjärilsart som beskrevs av Lincoln Pierson Brower 1936. Catocala grisatra ingår i släktet Catocala och familjen nattflyn. Inga underarter finns listade i Catalogue of Life.